# Середня (Верховазький район)
Сере́дня (рос. Средняя) — присілок у складі Верховазького району Вологодської області, Росія. Входить до складу Верхівського сільського поселення.

## Населення
Населення — 49 осіб (2010; 60 у 2002).
Національний склад (станом на 2002 рік):
- росіяни — 100 %